# Черепаха японська
Черепаха японська (Geoemyda japonica) — вид черепах з роду Азійська прісноводна черепаха родини Азійські прісноводні черепахи. Інша назва «окінавська чорногруда листова черепаха».

## Опис
Загальна довжина карапаксу 15,6—16,3 см. Голова коротка, морда округла, очі великі. Шия помірного розміру. Карапакс довгастий, на якому присутні 3 кілі, середній з яких найбільший. Пластрон великий та подовжений. На стегнах, ближче до хвоста розташовані невеликі горбки.
Голова та шия забарвлені від жовтого до помаранчево-жовтого або червонувато-коричневого кольору з різноманітними червоними чи жовтими лініями або плямами з боків. Колір карапаксу коливається від помаранчевого або жовтого до червоно-помаранчевого чи темно-коричневого. На панцирі можуть бути темні смуги й плями, а також темні лінії або лінії уздовж кілів. Пластрон чорного або темно-коричневого кольору з світлою облямівкою.

## Спосіб життя
Полюбляє ліса біля гірських струмків. Споживає рослини, дощові хробаки, равлики й комахи.
Самиця у період з квітня до серпня відкладає 4—6 яєць розміром 45—46,3x23,2—29,2 мм. Довжина карапаксу новонароджених черепашенят 35 мм.

## Розповсюдження
Мешкає на островах Рюкю (Японія): Окінавадзіма, Кумедзіма, Токасікідзіма.